# 米爾維斯·霍塔克
米爾維斯·霍塔克，（1673年—1715年11月），伊朗漢達基王朝的首任統治者（1709年—1715年在位）。米爾維斯出身於阿富汗普什圖人吉爾宰部落，父親塞利姆汗為部落酋長。

## 生平
米爾維斯·霍塔克出生於赫拉特。1707年，當時的坎大哈非常混亂，時常受到什葉派波斯的薩非王朝及遜尼派印度的莫卧兒帝國攻擊。作為一位遜尼派部族領袖米爾維斯成為薩非王朝的疑犯，被他們派去坎大哈的統治者喬治十一世所囚禁，成為政治囚犯，被送到伊斯法罕。其後，他被釋放及可時常面見沙阿素丹侯賽因。當他出仕波斯朝廷時，他小心留意波斯軍隊的弱點。跟着，米爾維斯尋求及獲得的權限去於奧圖曼帝國境內的麥加朝聖。當他在麥加時，他尋求伊斯蘭教令阻止什葉派薩非王朝迫害他的族人及意圖改變他們改信奉為什葉派。他將伊斯蘭教令帶回坎大哈。
1709年4月，米爾維斯與他的族人在坎大哈舉事反抗薩非王朝的統治。米爾維斯在城外的一處農舍安排了一次郊遊，薩非王朝坎大哈的地方統治者格魯吉亞人喬治十一世及其護衞在郊遊途中被殺，據傳有人喝了大量酒精飲料。米爾維斯接下來宣佈區內的波斯政府及軍官已經結束了統治。伊斯法罕派遣了一支由奇茲爾巴什（Qizilbash） 及格魯吉亞人組成的軍隊，阿富汗人以對方二分之一兵力的劣勢擊敗了薩非王朝的軍隊。
米爾維斯·霍塔克拒絕稱帝，阿富汗人將稱他為「坎大哈親王」和「民族軍隊將軍」。米爾維斯·霍塔克在1715年11月逝世，王位由弟弟阿卜杜勒·阿齊茲·霍塔克繼承。
1717年，阿卜杜勒·阿齊茲因與薩非王朝議和而遭受很多吉爾查伊族人反對，他們遂慫恿米爾維斯的兒子馬哈茂德殺害阿卜杜勒·阿齊茲取而代之。馬哈茂德因而成為吉爾查伊族人的領袖。